# مركز ابن باز الخيري الإسلامي
مركز ابن باز الخيري الإسلامي مركز خيري إسلامي فلسطيني يقع مركزه في الخليل، تأسس عام 2000م بواسطة مجموعة من الدعاة الإسلاميين في أرض فلسطين لترسيخ القيم الإسلامية في النفوس والحفاظ على المقدسات الإسلامية وعلى رأسها المسجد الأقصى المبارك، عبر نشر رسالة العلم المقترن بالعمل من أجل بناء الإنسان المسلم الفعال صاحب الخلق الأصيل والقيم الثابتة.

## التأسيس والتسمية
كانت بداية العمل عند دعم فضيلة الشيخ عبد العزيز بن باز طباعة كتاب دروس في العلوم الشرعية الذي جمعه مجموعة من الدعاة كان منهم الشيخ إسماعيل ربعي مؤسس المركز، وكان من باب رد الجميل أن يبقى الاسم منقوشا في الصدور، تزامن ذلك بعد وفاة الشيخ مع تبرع مشكور من أحد المحسنين فأطلق الاسم: مركز ابن باز الخيري الإسلامي.
وفيما تقدّم من آمال، كان مولد وتأسيس مركز ابن باز الخيري الإسلامي في فلسطين عام 2000م – 1421 هـ تم ترخيصه من قبل وزارة الداخلية الفلسطينية تحت رقم ( DR 513-C ) .

## نشاطه
ومنذ انطلاقة المركز اقترن العمل الاجتماعي بالعمل الدعوي نتيجة للظروف والممارسات الإسرائيلية، فنفذت مشاريع الإغاثة العاجلة وتأمين الغذاء بالإضافة لكفالة الأيتام والأسر المحتاجة، وعلى الصعيد الدعوي، نشط المركز في نشر العقيدة الإسلامية الصحيحة عبر نشر الكتاب والشريط الإسلامي وإقامة الدورات الشرعية والمركز الصيفية بالإضافة للعناية بالقرآن الكريم نشراً وحفظاً وتربية.
بلغ عدد المستفيدين من المركز رغم قصر عمره أكثر من 267 ألف مستفيد، كما ساهم بتفطير أكثر من 170 ألف صائم وكسوة عيد لـ 7000 طفل، وقام بطباعة أكثر من 250 ألف مطبوعة، ونشر أكثر من 24 ألف مادة مسموعة، وتنفيذ 30 مركزاً صيفياً وتوزيع 14 ألف نسخة من القرآن الكريم، بالإضافة لتيسير رحلات العمرة للديار المقدسة. ومد يد الشراكة والتعاون مع العديد من المؤسسات والجهات الخيرية لتنفيذ المشاريع الخيرية ومنها مؤسسة الشيخ عيد بن محمد آل ثاني والندوة العالمية للشباب الإسلامي.

## مبنى المركز الرئيسي
يقع مركز ابن باز الخيري الإسلامي في بلدة السموع – جنوب الخليل – بفلسطين، قائم في مجمع يضم خمسة أدوار و يتألف من:
- الدور الأول: مدرسة الحرمين النظامية.
- الدور الثاني: مسجد الشيخ ابن باز رحمه الله.
- الدور الثالث: المكاتب الإدارية و مصلى النساء و مقر حلقات القرآن الكريم.
- الدور الرابع: فصول دراسية لنادي الطفل القرآني.
- الدور الخامس: مكتبة السبيل المركزية، المكتبة السمعية و البصرية، مختبر ابن سينا الحاسوبي، قاعة ابن بالقيم للاجتماعات.

## روابط خارجية
- Ibenbaz Islamic Center مركز ابن باز الخيري الإسلامي